# Robert Streb
Robert Streb (Chickasha, 7 april 1987) is een Amerikaans golfprofessional. Hij debuteerde in 2013 op de PGA Tour. Eerder speelde hij op de Web.com Tour.

## Loopbaan
Streb speelde college golf op de Kansas State-universiteit. In 2009 studeerde hij af en werd een golfprofessional. In 2009 behaalde hij zijn eerste profzege door het Oklahoma Open te winnen die hij tevens in 2011 voor de tweede keer won.
In 2010 en 2011 speelde Streb op de NGA Pro Golf Tour. In 2012 maakte hij zijn debuut op de Web.com Tour waar hij in september de Mylan Classic won.
In 2013 maakte hij zijn debuut op de PGA Tour. Op 26 oktober 2014 behaalde hij zijn eerste PGA Tour-zege door de McGladrey Classic te winnen nadat hij de play-off won van Brendon de Jonge en Will MacKenzie. Eind 2014 stond hij aan de leiding van de FedEx Cup.

## Prestaties

### Professional
PGA Tour
| Nr. | Datum           | Toernooi          | Score           | Score | Info                                                   |
| --- | --------------- | ----------------- | --------------- | ----- | ------------------------------------------------------ |
| 1   | 26 oktober 2014 | McGladrey Classic | 69-66-68-63=266 | –14   | Won de play-off van Brendon de Jonge en Will MacKenzie |

Web.com Tour
| Nr. | Datum            | Toernooi      | Score           | Score | Info |
| --- | ---------------- | ------------- | --------------- | ----- | ---- |
| 1   | 2 september 2012 | Mylan Classic | 64-69-69-64=266 | –18   |      |

Overige
- 2009: Oklahoma Open
- 2011: Oklahoma Open